# Erin Hartwell
Erin Wesley Hartwell (ur. 1 czerwca 1969 w Filadelfii) – amerykański kolarz torowy i szosowy, dwukrotny medalista olimpijski oraz czterokrotny medalista torowych mistrzostw świata.

## Kariera
Pierwszy sukces w karierze Erin Hartwell osiągnął w 1991 roku, kiedy na igrzyskach panamerykańskich w Hawanie zdobył złoto w wyścigu na 1 km. Na rozgrywanych rok później igrzyskach olimpijskich w Barcelonie Amerykanin zdobył brązowy medal w tej samej konkurencji, wyprzedzili go tylko jedynie Hiszpan José Manuel Moreno i Australijczyk Shane Kelly. W wyścigu na 1 km medal zdobył również na mistrzostwach w Palermo w 1994 roku, gdzie uległ tylko Francuzowi Florianowi Rousseau, a na mistrzostwach świata w Bogocie w 1995 roku był trzeci za Kellym i Rousseau. Ponadto wspólnie z Martym Nothsteinem i Williamem Clayem zdobył w Bogocie kolejny brązowy medal, tym razem w sprincie drużynowym. W swej koronnej konkurencji zwyciężył na igrzyskach panamerykańskich w Mar del Plata w 1995 roku, a rok później, podczas igrzysk olimpijskich w Atenach był drugi, ustępując jedynie Rousseau. Ostatni medal zdobył na mistrzostwach świata w Bordeaux w 1998 roku, gdzie był trzeci w wyścigu na 1 km, tym razem wyprzedzili go Francuz Arnaud Tournant i ponownie Shane Kelly. Na tych samych mistrzostwach był blisko kolejnego medalu, ale Amerykanie z Hartwellem w składzie zajęli ostatecznie czwarte miejsce w sprincie drużynowym. W 1999 roku zajął drugie miejsce w tej samej konkurencji na igrzyskach panamerykańskich w Winnipeg. Erin brał również udział w igrzyskach olimpijskich w Sydney w 2000 roku, gdzie wraz z kolegami zajął 10. pozycję w drużynowym wyścigu na dochodzenie.
Jego żoną jest była norweska kolarka May Britt Våland.